# Сколари, Филиппо
Филиппо Буондельмонти дельи Сколари (итал. Filippo Buondelmonti degli Scolari; 1369—27 декабря 1426), известный как Пиппо Спано (итал. Pippo Spano), Озораи Пипо (венг. Ozorai Pipó) и Филипп Маджарин (болг. Филип Маджарин; серб. Филип Мађарин) — флорентийский кондотьер на службе у венгерского короля Сигизмунда.

## Биография
Филиппо родился в Тиццано, близ Флоренции, в гибеллинской семье. Занимать государственные должности в гвельфской Флоренции гибелины не могли, и он стал служащим торговой компании. У флорентийских купцов было принято брать с собой юношей для обучения профессии в зарубежных филиалах компании. В начале 1380-х юный Филиппо отправился с купцом из цеха врачей и аптекарей (Arte dei Medici e Speziali) Лукой ди Джованни дель Пеккья в Буду, столицу Венгерского королевства. Вероятно, с Филиппо прибыл в Венгрию и его брат Маттео, который впоследствии делил с ним королевскую службу.
В 1390-е годы Филиппо служил архиепископу эстергомскому Яношу Канижаи (ок. 1350—1418), имевшему связи с Флоренцией. Около 1397 года Филиппо получил в управление архиепископский замок Шимонторнья. Там он, вероятно, встретил юную дворянку Барбару (Ozorai Borbála), после женитьбы (ок. 1399) на которой стал известен в Венгрии как Озораи Пипо. В родовом имении рода Озораи местечке Озора (Ozora) приглашённые им впоследствии из Италии мастера построили замок в стиле раннего Ренессанса.
Вскоре Филиппо Сколари оказался на службе у короля Сигизмунда. Согласно Поджо Браччолини, Сигизмунд планировал важные военные операции против турок, но не мог рассчитать, сколько ему будет стоить трёхмесячное содержание 12 тысяч солдат. Сколари, который присутствовал на совещании, будучи рекомендованным архиепископом Эстергома, провёл все необходимые подсчёты так быстро, что король немедленно взял его на службу. Он и его брат Маттео были назначены управляющими золотых копей Кремницы.
В 1404 году Филиппо получил титул ишпана Темеша (comes Temesiensis; прозвище Спано — итальянизированное венгерское «ишпан»). Одновременно, он являлся управляющим королевской соляной монополией (comes camerarum salium regalium), а в 1415 году Сигизмунд доверил ему управление всеми финансами королевства. В 1408 году Филиппо, как и другие сторонники Сигизмунда, оказавшие ему помощь в борьбе с восстанием баронов и прелатов (1403), стал членом «Общества Дракона», рыцарского ордена, созданного королём для защиты правящей династии от внешних и внутренних врагов.
Как ишпан Темеша, а также прилегающих комитатов (Арад, Чанад, Чонград, Кеве, Крашшо), Филиппо отвечал за организацию обороны от турок юго-востока королевства — дунайского рубежа. Из замков, построенных в первой трети XV века между Белградом и Турну-Северин, большинство возведено или укреплено в 1419—1426 гг., когда Филиппо был правителем этого региона. Среди них — Оршова, Сёрень, Голубац. Фортификации Темешвара, ключевого замка в оборонительной системе и постоянной цели турецких атак, также были значительно укреплены. В 1425 году Филиппо и валашский господарь Дан II разбили турецкие войска под Видином на южном берегу Дуная.
В 1410 году Филиппо в качестве посла короля с большой помпой посетил Флоренцию. Вскоре Сигизмунд начал войну с Венецией за Далмацию. Весной 1411 года 12 тысяч всадников и 8 тысяч пехотинцев под командованием Филиппо вступили во Фриули и заняли Фельтре и Беллуно. В июне 1412 года Филиппо высадил небольшой отряд на Лидо, а спустя два месяца во Фриули потерпел поражение близ Мотты от венецианцев Пандольфо Малатеста и Николо Барбариго.
Участвовал во втором походе Сигизмунда против гуситов. С помощью немецкого населения Кутна Горы ему удалось занять город, но в итоге королевская армия потерпела тяжёлое поражение от Яна Жижки при Немецком Броде (8 января 1422 года).
Филиппо Сколари умер в декабре 1426 года, не оставив наследников.

## Образ в искусстве
- Портрет Филиппо Сколари — одна из цикла фресок о знаменитых людях (uomini illustri) Флоренции, созданных Андреа дель Кастаньо на вилле Кардуччи в 1450—1451 гг. В настоящий момент хранится в Галерее Уффици.

### В кино
- Война за веру: Против всех / Proti vsem (1958; Чехословакия) режиссёр Отакар Вавра, в роли Пиппо Спано Йозеф Котапиш.